# Dale Hawerchuk
Dale Hawerchuk (ur. 4 kwietnia 1963 w Toronto, zm. 18 sierpnia 2020 w Barrie) – kanadyjski były hokeista zawodowy. 

## Kariera sportowa
W latach 1981–1997 występował w lidze NHL na pozycji napastnika. Wybrany z numerem 1 w pierwszej rundzie draftu NHL w 1981 roku przez Winnipeg Jets. Grał w drużynach: Winnipeg Jets, Buffalo Sabres, St. Louis Blues, oraz Philadelphia Flyers. W 1982 roku uhonorowany nagrodą dla najlepszego debiutanta w NHL - Calder Memorial Trophy.
W sezonach zasadniczych NHL rozegrał łącznie 1188 spotkań, w których strzelił 518 bramek oraz zaliczył 891 asyst. W klasyfikacji kanadyjskiej zdobył więc razem 1409 punktów. 742 minuty spędził na ławce kar. W play-offach NHL brał udział 15-krotnie. Rozegrał w nich łącznie 97 spotkań, w których strzelił 30 bramek oraz zaliczył 69 asyst, co w klasyfikacji kanadyjskiej daje razem - 99 punktów. 67 minut spędził na ławce kar.

## Statystyki

### Sezony zasadnicze
| Sezon        | Drużyna             | Liczba meczów | Gole | Asysty | Punkty | Kary w min. |
| ------------ | ------------------- | ------------- | ---- | ------ | ------ | ----------- |
| 1981–1982    | Winnipeg Jets       | 80            | 45   | 58     | 103    | 47          |
| 1982–1983    | Winnipeg Jets       | 79            | 40   | 51     | 91     | 31          |
| 1983–1984    | Winnipeg Jets       | 80            | 37   | 65     | 102    | 73          |
| 1984–1985    | Winnipeg Jets       | 80            | 53   | 77     | 130    | 74          |
| 1985–1986    | Winnipeg Jets       | 80            | 46   | 59     | 105    | 44          |
| 1986–1987    | Winnipeg Jets       | 80            | 47   | 53     | 100    | 54          |
| 1987–1988    | Winnipeg Jets       | 80            | 44   | 77     | 121    | 59          |
| 1988–1989    | Winnipeg Jets       | 75            | 41   | 55     | 96     | 28          |
| 1989–1990    | Winnipeg Jets       | 79            | 26   | 55     | 81     | 70          |
| 1990–1991    | Buffalo Sabres      | 80            | 31   | 58     | 89     | 32          |
| 1991–1992    | Buffalo Sabres      | 77            | 23   | 75     | 98     | 27          |
| 1992–1993    | Buffalo Sabres      | 81            | 16   | 80     | 96     | 52          |
| 1993–1994    | Buffalo Sabres      | 81            | 35   | 51     | 86     | 91          |
| 1994–1995    | Buffalo Sabres      | 23            | 5    | 11     | 16     | 2           |
| 1995–1996    | St. Louis Blues     | 66            | 13   | 28     | 41     | 22          |
| 1995–1996    | Philadelphia Flyers | 16            | 4    | 16     | 20     | 4           |
| 1996–1997    | Philadelphia Flyers | 51            | 12   | 22     | 34     | 32          |
| Podsumowanie |                     | 1188          | 518  | 891    | 1409   | 742         |

### Faza play-off
| Sezon        | Drużyna             | Liczba meczów | Gole | Asysty | Punkty | Kary w min. |
| ------------ | ------------------- | ------------- | ---- | ------ | ------ | ----------- |
| 1981–1982    | Winnipeg Jets       | 4             | 1    | 7      | 8      | 5           |
| 1982–1983    | Winnipeg Jets       | 3             | 1    | 4      | 5      | 8           |
| 1983–1984    | Winnipeg Jets       | 3             | 1    | 1      | 2      | 0           |
| 1984–1985    | Winnipeg Jets       | 3             | 2    | 1      | 3      | 4           |
| 1985–1986    | Winnipeg Jets       | 3             | 0    | 3      | 3      | 0           |
| 1986–1987    | Winnipeg Jets       | 10            | 5    | 8      | 13     | 4           |
| 1987–1988    | Winnipeg Jets       | 5             | 3    | 4      | 7      | 16          |
| 1989–1990    | Winnipeg Jets       | 7             | 3    | 5      | 8      | 2           |
| 1990–1991    | Buffalo Sabres      | 6             | 2    | 4      | 6      | 10          |
| 1991–1992    | Buffalo Sabres      | 7             | 2    | 5      | 7      | 0           |
| 1992–1993    | Buffalo Sabres      | 8             | 5    | 9      | 14     | 2           |
| 1993–1994    | Buffalo Sabres      | 7             | 0    | 7      | 7      | 4           |
| 1994–1995    | Buffalo Sabres      | 2             | 0    | 0      | 0      | 0           |
| 1995–1996    | Philadelphia Flyers | 12            | 3    | 6      | 9      | 12          |
| 1996–1997    | Philadelphia Flyers | 17            | 2    | 5      | 7      | 0           |
| Podsumowanie |                     | 97            | 30   | 69     | 99     | 67          |

## Sukcesy
Indywidualne
- Michel Bergeron Trophy: 1980
- Trophée Guy Lafleur: 1980
- Mike Bossy Trophy: 1981
- Trophée Jean Béliveau: 1981
- Stafford Smythe Memorial Trophy: 1981
- George Parsons Trophy: 1982
- Calder Memorial Trophy: 1982